# مقبرة 40
المقبرة رقم 40 و يشار لها علمياً بالرمز KV40 ، تقع في وادي الملوك في مصر. و المالك الأصلي لهذه المقبرة غير معروف. فقط الجزء العلوي من الدهليز أو مدخل المقبرة يمكن الوصول إليه، وباقي المقبرة مسدود عن آخره بالأنقاض وقطع الحجارة، ولا يعرف شيئا عن تخطيط المقبرة الكامل. و على الرغم من إجراء حفريات في هذه المقبرة من قبل عالم المصريات الفرنسي فيكتور لوريه في عام 1899، إلا أنه لم يتم نشر أي تقارير عنها.
و كشفت الحفريات في هذه المقبرة في عام 2014 عن رفات 50 شخص على الأقل ينتمون للعائلة المالكة المصرية في عدة غرف. و على الرغم من نهب المقبرة لعدة مرات في العصور القديمة وفي نهاية القرن التاسع عشر، إلا أنها لا تزال تحتوي على العديد من الأجزاء من المعدات الجنائزية، مثل التوابيت الخشبية والكارتوناج أو المنسوجات.

## حفريات عام 2014
أعلن وزير الدولة المصري لشؤون الآثار في 28 إبريل عام 2014 عن اكتشاف تم بواسطة فريق أثري مصري - سويسري وهو عبارة عن ما لا يقل عن 50 مومياءاً في الغرفة مركزية وثلاث غرف جانبية من المقبرة رقم 40 بوادي الملوك. و استنادا إلى النقوش على جرار التخزين التي كانت توضع فيها مؤن للمتوفى ليستخدمها في العالم الآخر أو بقايا عملية التحنيط، حدد علماء المصريات شخصية أكثر من ثلاثين منهم.
وأشارت الألقاب الملكية أن المدفونين هم أعضاء في عائلات الملك تحتمس الرابع و الملك أمنحتب الثالث، وكلا الملكين قد دفن أيضا في وادي الملوك. و اشار تحليل النقوش الهيراطيقية كذلك إلى ثمانية أميرات على الأقل غير معروفات حتى الآن وأربعة أمراء والعديد من النساء الأجنبيات، ومعظمهم من البالغين. كما تم العثور على أطفال محنطين في المقبرة كذلك.

## هوامش
1. ↑  "KV 40 (Unknown)". Theban Mapping Project. مؤرشف من الأصل في 2017-08-05. اطلع عليه بتاريخ 2007-07-17.
2. 1 2 3 4 5  "Egyptologists identify tomb of royal children". HeritageDaily. 28 أبريل 2014. مؤرشف من الأصل في 2017-07-29. اطلع عليه بتاريخ 2014-05-01.
3. ↑  "50 mummies discovered in Kings Valley". Egyptian State Information Service. 29 أبريل 2014. مؤرشف من الأصل في 2018-02-01. اطلع عليه بتاريخ 2014-05-01.